# Маклей, Уильям Шарп
Уильям Шарп Маклей (англ. William Sharp Macleay; 21 июля 1792, Лондон — 26 января 1865, Сидней) — британский чиновник и энтомолог. Пропагандировал Квинарианскую систему классификации . Состоял в переписке с Чарльзом Дарвином.

## Биография
Родился в Лондоне. Отец назвал его в честь своего бизнес-партнёра, виноторговца. В 1814 году Уильям с отличием окончил Тринити-колледж. Работал в британском посольстве в Париже, затем в Гаване на Кубе, а после эмигрировал в Австралию, где продолжал собирать насекомых и изучал естественную историю моря. Его коллекция отошла родственнику-натуралисту Уильяму Джону Маклею, а потом оказалась в музее.
На протяжении ряда лет он также поддерживал переписку со своей сестрой Фрэнсис (Фанни) Леонорой Макли (1793—1836). Эти письма обычно передают резкое, даже суровое впечатление о его характере.